# Под наблюдение
„Под наблюдение“ (на английски: Person of Interest) е американски телевизионен сериал на CBS.
Премиерата му е на 22 септември 2011 г. На 23 септември 2014 г. започва излъчването на четвърти сезон. На 11 май 2015 г. сериалът е подновен за пети и последен сезон.
Човечеството навлиза в ерата на взаимодействие между общество и изкуствен свръхинтелект. В пети сезон сериалът е преждевременно завършен.

## Актьорски състав
- Джим Кавийзъл – Джон Рийз
- Майкъл Емерсън – Харолд Финч
- Тараджи Хенсън – детектив Джоселин Картър
- Кевин Чапман – детектив Лайънъл Фъско
- Сара Шахи – Самин Шоу
- Ейми Ейкър – Рут / Саманта Гроувс

### Поддържащ състав
- Джон Нолан – Джон Грийр
- Енрико Колантони – Карл Илайас
- Робърт Джон Бърк – Патрик Симънс
- Ал Сапиенза – детектив Реймънд Търни
- Борис Макгайвър – Хърш
- Кларк Питърс – Алонзо Куин
- Брет Кълън – Нейтън Инграм
- Пейдж Търко – Зоуи Морган
- Сюзън Миснър – Джесика
- Кери Престън – Грейс Хендрикс
- Майкъл Кели – Марк Сноу
- Ани Парис – Кара Стантън
- Дейвид Валкин – Белязания

## Епизоди
| Сезон | Сезон | Епизоди | Излъчване            | Излъчване      |
| Сезон | Сезон | Епизоди | Начало               | Финал          |
| ----- | ----- | ------- | -------------------- | -------------- |
|       | 1     | 23      | 22 септември 2011 г. | 17 май 2012 г. |
|       | 2     | 22      | 27 септември 2012 г. | 9 май 2013 г.  |
|       | 3     | 23      | 24 септември 2013 г. | 13 май 2014 г. |
|       | 4     | 22      | 23 септември 2014 г. | 5 май 2015 г.  |
|       | 5     | 13      | 3 май 2016 г.        | 21 юни 2016 г. |

## Излъчване в България
В България сериалът започва на 22 май 2014 г. по bTV Action от вторник до петък от 21:00. Премиерата на трети започва на 2 април 2015 г., всеки делничен ден от 18:00 часа. На 31 май започва отново втори сезон с разписание събота и неделя от 19:00 до 21:00 по два епизода. На 29 февруари 2016 г. започва премиерно четвърти сезон, всеки делничен ден от 18:00.
В края на 2014 г. започва повторно излъчване на първи сезон по bTV от вторник до събота от 00:00. На 30 декември започва премиерно втори сезон.
Ролите се озвучават от артистите Ани Василева, Василка Сугарева, Илиян Пенев, Христо Димитров и Момчил Степанов.